# Continentaal Spanje

Een kaart van Continentaal Spanje

Continentaal Spanje (Spaans: España peninsular, "schiereiland-Spanje") verwijst naar dat deel van Spaans grondgebied dat zich op het Iberisch schiereiland bevindt, dus andere delen van Spanje uitsluiten: de Canarische Eilanden, de Balearen, Ceuta, Melilla en een aantal eilandjes en rotsen aan de kust van Marokko die bekend zijn collectief als Plazas de soberanía (plaatsen van soevereiniteit). In Spanje is het vooral bekend als "het schiereiland". Het heeft landgrenzen met Frankrijk en Andorra in het noorden; Portugal in het westen; en het Britse grondgebied van Gibraltar in het zuiden.

## Kenmerken
Continentaal Spanje is het grootste deel van het land in oppervlakte - 492.175 km² - en in bevolking - 43.731.572. Het bevat 15 van de Autonome gemeenschappen van Spanje.
In het centrale deel van Spanje heeft het veel meer middelen en betere interne en externe communicatie dan andere delen van het land. Om dit gebrek aan evenwicht te herstellen, ontvangen Spaanse inwoners buiten het schiereiland een overheidssubsidie voor vervoer van en naar het schiereiland.
Dit zijn de gemeenten met de hoogste bevolking:
1. Madrid 3.207.247
2. Barcelona 1.611.822
3. Valencia 792.303
4. Sevilla 700.169
5. Zaragoza 682.004
6. Málaga 568.479
7. Murcia 438.246
8. Bilbao 349.356
9. Alicante 335.052
10. Córdoba 328.704